# Fiesta de la Virgen de Guadalupe (Tortugas, Nuevo México)
La Fiesta de Nuestra Señora de Guadalupe en el pueblo de Tortugas, Nuevo México, en el condado de Doña Ana, Nuevo México, es un festival anual de tres días en diciembre. Honra a la Virgen y se relaciona con Nuestra Señora de Guadalupe . Incluye procesiones, servicios religiosos, bailes tradicionales y un 4 millas (6,4 km) peregrinación hasta la Montaña Tortugas. El festival se lleva a cabo los días 10, 11 y 12 de diciembre 
El festival se originó en la Misión de Nuestra Señora de Guadalupe (Chihuahua).
La fiesta fue incluida en el 2017 en el Registro Nacional de Lugares Históricos de EE. UU., quedando incluidos en el mismo la iglesia y la escuela de Nuestra Señora de Guadalupe (se trata de un área de cinco cuadras, delimitada por las calles Emilia, E. Guadalupe, Juan Diego y Stern).